# 857
857(팔백오십칠)은 856보다 크고 858보다 작은 자연수다.

## 수학
- 148번째 소수(素數)다. 앞의 소수는 853, 다음 소수는 쌍둥이 소수인 859다.
- 피타고라스 삼조의 빗변의 길이이다. ({\displaystyle 232^{2}+825^{2}=857^{2}})[a]
- {\displaystyle 857=281+283+293}
  - 연속하는 세 소수(素數)의 합으로 나타낼 수 있으며, 이 성질을 지닌 앞의 수는 841, 다음 수는 883이다.
- {\displaystyle 857=4^{2}+29^{2}}

## 과학
- NGC 857: 화로자리 방향에 있는 렌즈형은하.

## 교통
- 857번 지방도: 전라남도 보성군 벌교읍에서 순천시 황전면까지 이어지는 대한민국의 지방도.
- 857번 홋카이도도(일본어판)

## 군사
- 857 해군 항공대(영어판): 과거 존재한 영국의 해군 항공대.
- U-857(영어판): 제2차 세계 대전에 사용된 나치 독일의 군용 잠수함.

## 문화유산
- 대한민국의 보물 제857호: 대완구

## 기타
- 연도: 857년, 기원전 857년